# Арконсе
Арконсе (фр. Arconcey) насеље је и општина у источном делу централне Француске у региону Бургундија-Франш-Конте, у департману Златна обала која припада префектури Бон.
По подацима из 2011. године у општини је живело 215 становника, а густина насељености је износила 14,28 становника/km². Општина се простире на површини од 15,06 km². Налази се на средњој надморској висини од 396 метара (максималној 534 m, а минималној 375 m).

## Демографија
| 1962. | 1968. | 1975. | 1982. | 1990. | 1999. | 2011. |
| ----- | ----- | ----- | ----- | ----- | ----- | ----- |
| 245   | 260   | 229   | 207   | 193   | 188   | 215   |

График промене броја становника у току последњих година